# Cerkev sv. Janeza v Kaneu
Cerkev sv. Janeza Teologa (makedonsko Свети Јован Канео, latinsko Sveti Jovan Kaneo) ali preprosto Sveti Janez v Kaneu je Makedonska pravoslavna cerkev na pečini nad plažo Kaneo s pogledom na Ohridsko jezero v mestu Ohrid v Severni Makedoniji. Cerkev je posvečena Janezu iz Patmosa (imenovan tudi Janez Razodetnik, Janez Bogoslovec, Janez Teolog), piscu Razodetja, za katerega nekateri menijo, da je ista oseba kot apostol Janez. 

## Zgodovina
Datum izgradnje cerkve ostaja neznan. V napisu, ohranjenem na fresko-ometu iz cerkve sv. Konstantina in Helene v Ohridu se omenja njiva iz vasi Leskoec kot posest cerkve sv. Janeza iz Kanea, ki meji na posest cerkve sv. Konstantin in Helene. To potrjuje da je bila zgrajena pred letom 1447 – kot tudi razmeroma zgodnji pojav toponomastičnega imena kraja »Kaneo«, kjer je bila cerkev zgrajena. Čeprav o cerkvi ni zanesljivih zgodovinskih podatkov, lahko njeno življenje spremljamo v splošnih zgodovinskih okvirih razvoja od 13. stoletja do začetka 14. stoletja.
V osmanskem obdobju lahko sledimo aktivnemu življenju cerkve verjetno do leta 1447, ko se omenja posest cerkve. Pozneje je samostansko življenje postopoma zamrlo, s tem pa tudi porušitev same stavbe (nizki oboki z vseh štirih vogalov). V novejšem času se domneva, da je bil dlje časa opuščena med 17. in 19. stoletjem. To dokazuje na podlagi najstarejše zapisane letnice na najstarejši ikoni v cerkvi (1676). V novejši zgodovini so bila prizadevanja za obnovo same cerkve, pri čemer so bili vrnjeni oboki ter zidava prizidkov s severne, južne in zahodne strani, ki so danes odpravljeni. Po drugi strani pa ta cerkev z ikonografskega vidika ponuja veliko informacij o zgodovini srednjeveškega slikarstva v Makedoniji. Po ikonografskih značilnostih je povezana s tradicijo komnenske umetnosti. Samo Kaneo ima posebej poudarjeno modifikacijo komnenskih elementov, ki pomaga natančneje določiti kronologijo. Danes je Kaneo ohranil dobršen del prvotnih fresk, čeprav so bile v zvezi s tem narejene nekatere spremembe, vendar je ohranila svoj prvotni čar do danes, kar je zelo dobro glede na to, da je bila cerkev sama dolgo časa zapuščena. čas.
Restavratorska dela leta 1964 so privedla do odkritja fresk v njeni kupoli.

## Opis
Cerkev ima tloris križa s pravokotno osnovo. Arhitekt cerkve ni znan. Cerkev so obnovili v 14. stoletju, malo pred prihodom osmanskih Turkov v Makedonijo. V cerkvi je bil zgrajen lesen ikonostas, do 20. stoletja pa so bili na apsidi upodobljeni številni svetniki skupaj z Devico Marijo. Na kupoli cerkve je vidna freska Kristusa Pantokratorja. Na steni cerkve je mogoče videti tudi fresko svetega Klimenta Ohridskega (čigar samostan in cerkev sta blizu) v spremstvu svetega Erazma Ohridskega.

## Galerija
- Cerkev sv. Janeza v Kaneu iz zraka
- Cerkev svetega Janeza Teologa v Kaneu na pečini
- Cerkev svetega Janeza v Kaneu
- Pogled na cerkev iz vznožja